# Сан-Габриель-Чилак
Сан-Габрие́ль-Чила́к (исп. San Gabriel Chilac) — посёлок в Мексике, в штате Пуэбла, входит в состав одноименного муниципалитета и является его административным центром. Численность населения, по данным переписи 2020 года, составила 13 687 человек.

## Общие сведения
Название поселения составное: San Gabriel дано в честь Архангела Гавриила, а Chilac с языка науатль можно перевести как место маленьких улиток.
В 1530 году племя, возглавляемое доньей Аной Чилакатла Момотлак и доном Басилио Тольтекатлем, было вынуждено покинуть свои земли. Они обосновались в поселении Санта-Мария-де-ла-Консепсьон-и-Куэва у родственников Басилио.
Испанские энкомьедо решили выделить племени новые земли, отправив их и монаха Франсиско Медина на поиски подходящего места. Были найдены два источника воды и плодородные земли, на которые королевский нотариус Бернардо Луис де Кастро выдал королевское свидетельство о защитите этих владений. Свидетельство было подписано королём Испании 3 мая 1539 года, что считается датой основания поселения с названием Сан-Габриель-Чилакатла.
20 августа 1541 года началось строительство часовни, завершившееся 8 мая 1543 года.
В 1812 году было завершено строительство церкви Архангела Гавриила.
В 1861 году поселение получило статус посёлка и сократило названием до Сан-Габриель-Чилак.
В 1871 году был образован муниципалитет с административным центром в этом посёлке.
Посёлок расположен в 140 км к юго-востоку от столицы штата, города Пуэбла-де-Сарагоса, на федеральной трассе 135D.

## Население
| Год  | Численность | Численность |
| ---- | ----------- | ----------- |
| 2010 | 12 149      | [ 7 ]       |
| 2020 | 13 687      | [ 8 ]       |